# Hashtag
Hashtag su pojmovi ili kratice ispred kojih stoji oznaka "#". Izraz se sastoji se od engleskog riječi hash (za znak "ljestvice") ["#"] i tag za "markiranje"/"označivanje" ključne riječi. Ima funkciju kao u tiskanim leksikonima ključne riječi. Može biti bilo koja riječ koja ispred sebe ima oznaku #.
Zovu se "tag" jer "dodaju" svojevrsnu etiketu na poruku, koja sadrži dodatne informacije (metapodatke). Naime #- oznake omogućuju okupljanje poruke na određenu temu i otvoriti neku vrstu tribine na kojoj sve one koji rabe isti hashtag mogu sudjelovati.
Hashtagovi mogu služiti za raspravu o određenoj tematici.

## Povijest
Oznaka "ljestvice" u Informatičkoj tehnologiji imala je funkciju istaknuti poseban značaj.
Godine 1970. na primjer oznaka je rabljena za označavanje hitne adrese u PDP-11 kada je postavljenaa uz simbol ili broj. Godine 1978, Brian Kernighan i Dennis Ritchie koristili su # u C programskom jeziku za posebne riječi koje su se najprije obrađivale u C preprocesoru.
Hashtag u ovom obliku na društvenim mrežama prvi puta je predložen za korištenje na Twitteru 2007. godine kao novi način grupiranja poruka. Svoje veće širenje doživio je 2009. godine kada je Twitter dodao poveznice na sve hashtagove te omogućio njihovo pretraživanje. 
Zbog svoje velike popularnosti u svijetu hashtag je dodan u Oxfordov engleski rječnik u lipnju 2014.
Hashtag se kasnije proširio i na druge društvene mreže kao primjerice Facebook, Instagram Google+ i druge.

## Vanjske poveznice
- Što je hashtag #  Arhivirana inačica izvorne stranice od 13. listopada 2016. (Wayback Machine)
- Službena stranica Hashtags.org
- Hashtag na Twitter-u  Arhivirana inačica izvorne stranice od 6. prosinca 2013. (Wayback Machine)
- Wikipedia internal hashtag search engine – za hashtagove